# Distrito de Vizianagaram
Vizianagaram (en télugu: విజయనగరo జిల్లా) es un distrito de India en el estado de Andhra Pradesh. Código ISO: IN.AP.VZ. El centro administrativo es la ciudad de Vizianagaram.

## Demografía
| Gráfica de evolución de Distrito de Vizianagaram entre 1901 y 2011 |
|                                                                    |

Según censo 2011 contaba con una población total de 2 342 868 habitantes.